# نادي الوكرة
نادي الوكرة الرياضي هو نادٍ رياضي قطري تأسس عام 1959م، ويعتبر من أعرق النوادي القطرية. يقع في مدينة الوكرة جنوب شرق قطر ومنها أخذ النادي تسميته. ينافس فريق النادي لكرة القدم في دوري نجوم قطر ويلعب مبارياته على أرضه على استاد الجنوب.

## تاريخ

الشعار السابق للوكرة

أُشهر النادي رسميًا بقرار من وزير المعارف رقم 3 لسنة 1956 م وتأسس تحت مسمى (نادي شباب الوكرة). بدأ تشكيل الفرق الرياضية منذ ذلك التاريخ ككرة القدم والسلة واليد وغيرها. اتسعت القاعدة الرياضية للنادي لاحقًا وتأسست فرق رياضية أخرى كفرق الكرة الطائرة وألعاب القوى وتنس الطاولة والبولنج والشطرنج. اهتمت إدارة النادي بالأنشطة الثقافية والإجتماعية فتم تشكيل اللجنة الثقافية وفريق التمثيل والموسيقى.
في نهاية عام 1984م اكتمل بناء المبنى الجديد لنادي الوكرة وانتقلت أنشطة النادي إليه، ثم تشكلت فرق التنس الأرضي والاسكواش بجانب الأنشطة السابقة.

## الشعار
يتكون شعار نادي الوكرة الرياضي من اللونين الأبيض والأزرق الفاتح، مما حدى جمهور نادي الوكرة على إطلاق لقب الموج الأزرق على ناديهم.

## تشكيلة الفريق
ملاحظة: تشير الأعلام إلى المنتخب الوطني على النحو المحدد في قواعد الأهلية للفيفا. قد يحمل اللاعبون أكثر من جنسية واحدة غير تابعة للفيفا.
| الرقم | البلد        | المركز | اللاعب           |
| ----- | ------------ | ------ | ---------------- |
| 1     | قطر          | حارس   | محمد البكري      |
| 2     | قطر          | مدافع  | لوكاس مينديز     |
| 3     | قطر          | مدافع  | عبد الكريم حسن   |
| 5     | قطر          | وسط    | أحمد فاضل        |
| 6     | الأردن       | وسط    | عمر صلاح         |
| 7     | إنجلترا      | مهاجم  | أيوب عسال        |
| 8     | مصر          | وسط    | حمدي فتحي        |
| 9     | قطر          | مهاجم  | محمد خالد U21    |
| 10    | أنغولا       | وسط    | غيلسون دالا      |
| 11    | الرأس الأخضر | مهاجم  | ريكاردو غوميش    |
| 12    | قطر          | مدافع  | يوسف الخطيب U21  |
| 13    | الدنمارك     | مدافع  | ألكسندر شولز     |
| 14    | قطر          | مدافع  | تميم المهيزع     |
| 15    | قطر          | مدافع  | المهدي علي مختار |
| 16    | قطر          | وسط    | نبيل عرفان U21   |

| الرقم | البلد   | المركز | اللاعب                        |
| ----- | ------- | ------ | ----------------------------- |
| 17    | قطر     | وسط    | جاسم الزراع (معار من الغرافة) |
| 20    | قطر     | مهاجم  | ناصر اليزيدي                  |
| 21    | قطر     | وسط    | خالد منير                     |
| 22    | قطر     | حارس   | سعود الخاطر                   |
| 25    | قطر     | مدافع  | عبد العزيز متولي              |
| 27    | قطر     | مدافع  | خالد محمد (معار من الدحيل)    |
| 31    | قطر     | حارس   | يوسف رمضان U21                |
| 32    | قطر     | وسط    | أنس رمضان U21                 |
| 33    | قطر     | وسط    | مؤيد حسن                      |
| 45    | قطر     | وسط    | محمد طاهر خان                 |
| 70    | الجزائر | وسط    | فريد بولاية                   |
| 93    | تونس    | وسط    | عيسى العيدوني                 |
| 96    | قطر     | مهاجم  | فايز الفارسي U21              |
| 99    | قطر     | حارس   | عمير السيد                    |

### المعارون
ملاحظة: تشير الأعلام إلى المنتخب الوطني على النحو المحدد في قواعد الأهلية للفيفا. قد يحمل اللاعبون أكثر من جنسية واحدة غير تابعة للفيفا.
| الرقم | البلد | المركز | اللاعب                           |
| ----- | ----- | ------ | -------------------------------- |
| 4     | قطر   | مدافع  | عبد الرحمن راشد (معار إلى الخور) |

| الرقم | البلد | المركز | اللاعب                                     |
| ----- | ----- | ------ | ------------------------------------------ |
| --    | قطر   | مدافع  | مؤتمن محمد U21 (معار إلى كولتورال ليونيسا) |

لاعبين الدين مرو من هنا
زكرياء نجمي(لاعب كرة قدم مغربي)

## الألقاب والإنجازات
دوري الدرجة الأولى
- البطل (2): 1998-1999، 2000-2001.[5]

كأس قطر
- البطل (2): 1999، 2024.[5]

كأس نجوم قطر
- البطل (1): 2012.[5]

كأس الشيخ جاسم
- البطل (4): 1989، 1991، 1998، 2004.[5]